# Abronia aurita
Abronia aurita är en ödleart som beskrevs av Cope 1869. Abronia aurita ingår i släktet Abronia och familjen kopparödlor. Inga underarter finns listade i Catalogue of Life.
Denna ödla förekommer med två små populationer i Guatemala. Arten lever i bergstrakter mellan 2000 och 2650 meter över havet. Den vistas i skogar med tallar och ekar. Äggen kläcks inuti honans kropp.
Beståndet hotas av skogarnas omvandling till jordbruksmark. IUCN listar arten som starkt hotad (EN).